# Sultans of Swing
Sultans of Swing ist ein Lied der britischen Rockband Dire Straits aus dem Jahr 1978, das auf ihrem Debütalbum Dire Straits erschienen ist und vom Frontmann der Band Mark Knopfler geschrieben wurde.

## Entstehung
Das Demo des Liedes wurde im Juli 1977 in den Pathway Studios in Nord-London aufgenommen sowie erneut für das Debütalbum der Band im Februar 1978 in den Basing Street Studios. Da die Plattenfirma einen weniger polierten Rock-Sound für das Radio wollte, wurde im Mai 1978 eine alternative Version als Single in einigen Ländern wie im Vereinigten Königreich und Deutschland veröffentlicht. Der Titel auf der B-Seite der Single ist Eastbound Train, eine Liveaufnahme, die auf keinem Studioalbum erschienen ist.

## Inhalt
Jemand ist nachts bei Regen in London auf der Straße unterwegs und hört, wie in einer Bar Dixie gespielt wird. Da es ihm gefällt, betritt er den Laden. Obwohl die Band richtig gut spielt, sind trotzdem nur wenige Gäste da. Er betrachtet die Bandmitglieder genauer: George an der Gitarre ist musikalisch sehr erfahren und spielt sehr rhythmisch; dennoch kann er sich nur eine alte Gitarre leisten. Harry macht sich nichts daraus, dass die Band keinen zu großen Erfolg hat, schließlich übt er tagsüber einen normalen Beruf aus. Freitag abends allerdings ist er in seinem Element. In einer Ecke albern betrunkene Jungs herum und interessieren sich nicht für die Jazz-Band – schließlich ist es in ihren Augen kein Rock ’n’ Roll. Zum Ende verabschiedet sich die Band mit den Worten: „Wir sind die Sultans of Swing“.
Das Geschehen basierte auf einem Erlebnis von Knopfler, das er in einem kleinen Pub in Deptford hatte, wo der Großteil der Band zu jener Zeit lebte:

„Als die Jungs sagten: ‚Vielen Dank, wir sind die Sultans of Swing‘, war da etwas wirklich Komisches dran, weil es absolut keine Sultane waren. Es waren ziemlich müde kleine Kerle in Pullovern.“

## Kommerzieller Erfolg

### Chartplatzierungen
| ChartsChartplatzierungen       | Höchstplatzierung | Wochen |
| ------------------------------ | ----------------- | ------ |
| Deutschland (GfK)              | 20 (13 Wo.)       | 13     |
| Vereinigte Staaten (Billboard) | 4 (15 Wo.)        | 15     |
| Vereinigtes Königreich (OCC)   | 8 (17 Wo.)        | 17     |

| ChartsJahrescharts (1979)      | Platzierung |
| ------------------------------ | ----------- |
| Vereinigte Staaten (Billboard) | 61          |

### Auszeichnungen für Musikverkäufe
| Land/Region                  | Auszeichnungen für Musikverkäufe (Land/Region, Auszeichnung, Verkäufe) | Verkäufe  |
| ---------------------------- | ---------------------------------------------------------------------- | --------- |
| Brasilien (PMB)              | Platin                                                                 | 60.000    |
| Dänemark (IFPI)              | 2× Platin                                                              | 180.000   |
| Deutschland (BVMI)           | Platin                                                                 | 600.000   |
| Griechenland (IFPI)          | 2× Platin                                                              | 40.000    |
| Italien (FIMI)               | 3× Platin                                                              | 300.000   |
| Kanada (MC)                  | Gold                                                                   | 75.000    |
| Neuseeland (RMNZ)            | 8× Platin                                                              | 240.000   |
| Portugal (AFP)               | 5× Platin                                                              | 50.000    |
| Spanien (Promusicae)         | 4× Platin                                                              | 240.000   |
| Vereinigtes Königreich (BPI) | 3× Platin                                                              | 1.800.000 |
| Insgesamt                    | 1× Gold · 29× Platin ·                                                 | 3.585.000 |

Hauptartikel: Dire Straits/Auszeichnungen für Musikverkäufe

## Coverversionen
Michael Holm veröffentlichte 1979 eine Coverversion von Sultans of Swing mit dem Titel Wenn die Zukunft beginnt, deren Text nichts mit dem Original zu tun hat. Des Weiteren existiert eine Coverversion von Frank Zander mit dem Titel Das war’n Zeiten. Diese wurde 1990 auf dem Album Kurt – Quo vadis zuerst, 2005 dann auf dem Album Rabenschwarz 2 wiederveröffentlicht.